# Cerca-la-Source
Cerca-la-Source, in creolo haitiano Sèka Lasous, è un comune di Haiti, capoluogo dell'arrondissement omonimo nel dipartimento del Centro.